# فاتنة منتصف الليل (تراث شعبي)

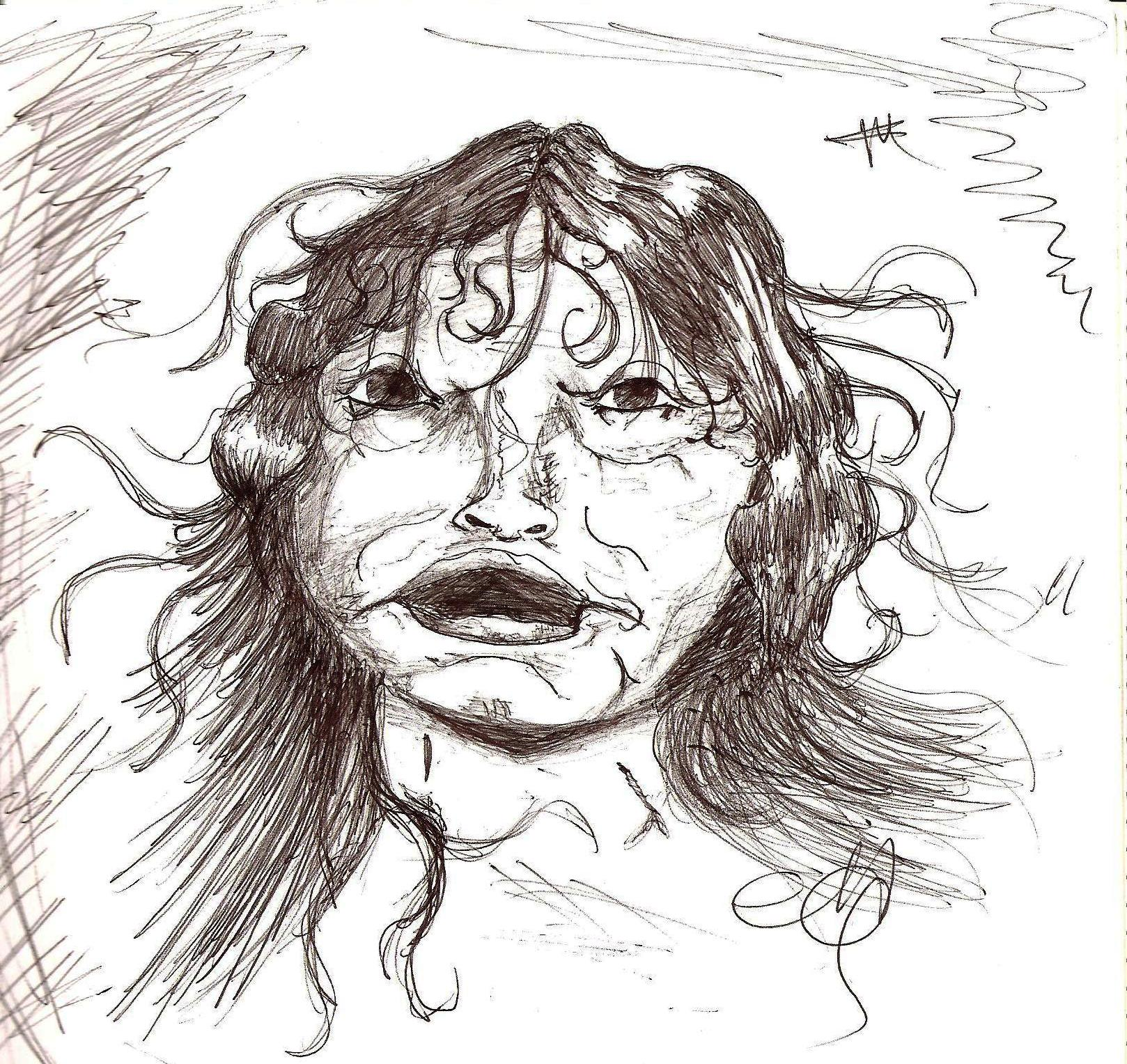

فاتنة منتصف الليل (بالبرتغالية: A Bela da meia-noite) هي أسطورة من التراث الشعبي البرازيلي تتحدث عن شبح لامرأة جميلة ترتدي في الغالب زيا أبيض أو أحمر، تظهر ليلا، وتختفي عند منتصف الليل.

## ظهورها
يعتقد أنها تظهر في الحانات على هيئة إمرأة غاية في الجمال فتجالس رجلا وحيدا، وتراقصه ثم تدعوه إلى بيتها قبيل منتصف الليل، فيوافقها بسرور ويرافقها حتى يصلا إلى طريق مسدود ذي حائط عال فتقول له: هنا أسكن، ألا تريد البقاء معي؟، فيكتشف أن المكان ما هو إلا مقبرة. وقبل أن ينطق بشئ تدق الساعة معلنة منتصف الليل وتختفي المرأة.